# Lorenzo Branchetti
Lorenzo Branchetti (Prato, 14 gennaio 1981) è un attore e conduttore televisivo italiano.

## Biografia

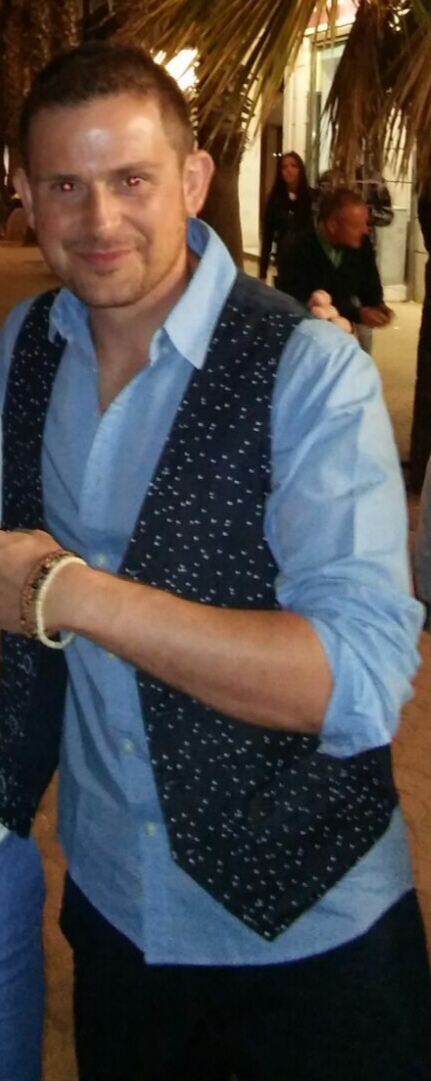
Branchetti a Tricase nel 2016

Lorenzo Branchetti si è formato alla scuola di musical Arteinscena del Teatro Politeama di Prato studiando dal 2000 al 2003 recitazione, tecnica vocale e danza sotto la direzione artistica di Simona Marchini e con gli insegnanti Franco Miseria, Donatella Pandimiglio, Shawna Farrell e Franco Mescolini che diventerà il suo vero maestro teatrale.
Trasferitosi a Roma nel 2001 lavora nel teatro per ragazzi al teatro "Le Maschere" con lo spettacolo "I 3 omini del bosco". Un anno più tardi interpreta un soldato nel film Senso 45 di Tinto Brass. Dopo il film Il vestito da sposa al fianco di Maya Sansa e dopo aver lavorato nel 2003 come inviato nel programma di Rai Sat Ragazzi Giga al fianco di Georgia Luzi, dal febbraio del 2004 è Milo Cotogno su Rai3 nella Melevisione.
Nel 2006 vince il premio di "Miglior Personaggio della TV dei Ragazzi" al XIII Festival del cinema, televisione e teatro di Villa Basilica.
Nel 2010 Antonella Clerici lo chiama nel programma di Rai 1 La prova del cuoco, per condurre nella puntata del sabato "Il gioco del cuoco". Nel 2013 è uno dei testimonial del programma lo Zecchino d'Oro su Rai 1. Branchetti, dal 2011 al 2014, è anche l'inviato del programma La prova del cuoco - Speciale Lotteria Italia in onda su Rai 1.
È stato nel 2008 e nel 2015 il lettore del "Concerto di Natale" andato in onda su Rai Radio 3 eseguito all'Auditorium Rai di Torino dall'Orchestra sinfonica nazionale della RAI.
Nel 2012 è coautore del libro Piccoli gusti. Consigli e ricette per diventare grandi Gourmet edito dalla società torinese SET.
Nel 2015 diventa testimonial della rivista Cuccioli e merende con la prova del cuoco di Edizioni Master ed è testimonial web dell'uscita del videogioco Skylanders: Swap Force di Activision. Dal 2015 è il protagonista della Web Series Smartman prodotta da Estra.
Durante questi anni è protagonista delle commedie teatrali 9 mesi e un giorno di Olivia Manescalchi al fianco di Valentina Virando prima e Melita Toniolo poi, e Un amore di diavolo con la regia di Claudio Insegno.
Dal 12 aprile 2016 ha condotto 4 puntate de La prova del cuoco in diretta su Rai 1 in sostituzione di Antonella Clerici.
Sempre nel 2016 è il presentatore del "Festival della canzone europea dei bambini" andato in onda su TV2000 e nel dicembre del 2016 è il conduttore del programma Natale con Yoyo in onda dall'8 dicembre al 6 gennaio ogni giorno su Rai Yoyo.
Nel dicembre 2017 conduce nuovamente Natale con Yoyo, mentre dal 2018 entra nel cast de La posta di YoYo che dal 2020 va in onda in diretta ogni pomeriggio su Rai Yoyo.
Nel 2019 affianca la ballerina Anastasija Kuz'mina nella conduzione del programma dedicato al ballo Happy Dance in onda su Rai Gulp e nel 2020, nella puntata di Natale dello Zecchino D’Oro in onda su Rai 1, è ospite speciale nel ruolo di ambasciatore di Gianni Rodari.
Nel luglio 2019 recita nella commedia di Plauto Asinaria, sotto la regia di Gigi Palla al Plautus Festival di Sarisna.
Dal 2016 al 2020 è l’inviato ufficiale della Maratona di Telethon in onda sulle reti Rai.

## Teatro
- 2001 L'acqua cheta regia A. Vadalà
- 2001 Un sogno  , Musical regia Donatella Pandimiglio
- 2002 Politeama's Song, Musical regia Franco Miseria
- 2002 I vichinghi  regia Franco Mescolini
- 2002-03 I tre omini del bosco  regia Franco Mescolini
- 2003 Musical che passione, Musical regia Franco Miseria, Showna Farrell
- 2004/16 Milo e il tesoro del libro regia R. Diana
- 2004/08 Pinocchio - favola musicale con realizzazione CD
- 2004/05 Melevisione a città laggiù regia Riccardo Diana
- 2005/07 Avventura misteriosa al Fantabosco regia Guido Ruffa
- 2006 Check-up, voglia di sanità regia Franco Mescolini
- 2007 La famiglia sta bene, grazie! regia Franco Mescolini
- 2009/10 "Il mistero delle fiabe rubate" regia Paolo Severini
- 2010/17 "9 mesi e un giorno" regia Olivia Manescalchi, Giancarlo Judica Cordiglia
- 2012 "Un amore di diavolo" regia di Franco Mescolini
- 2013 "15 anni Melevisione"
- 2016 "Il disordine delle stelle" regia Franco Mescolini
- 2016 "Un diavolo d'amore" regia Claudio Insegno
- 2016 "Teatro, che mania!" regia Franco Mescolini
- 2019 “L’imbroglio di Arlecchino” regia Riccardo Diana
- 2019 “Don Chishotte e il Pony Express” regia di B. abbondanza
- 2019 “Asinaria” regia di Gigi Palla
- 2020 “Il flauto magico” regia di Gigi Palla

## Filmografia

### Cinema
- Senso '45, regia di Tinto Brass (2002)
- Il vestito da sposa, regia di Fiorella Infascelli (2004)
- Tutti intorno a Linda, regia di Barbara e Monica Sgambellone (2009)
- Indicibles, regia di Luca Canale Brucculeri (2020)

### Cortometraggi
- E tu perché non ridi?, regia di Ramon Branda (2015)
- Matilde, regia di Vittoria Spaccapietra (2019)

### Serie
- Smartman, regia di B. Andriano (2016)
- Black Death - The Series, regia di Luca Canale Brucculeri (2017)

### Fiction e sitcom
- Tim, l'isola - reality interattivo (Stream TV, 2001)[1]
- Valeria medico legale 2 - serie TV (Canale 5, 2002)

## Televisione
- Giga Tv (RaiSat Ragazzi, 2003)
- Melevisione - programma TV (Rai 3, 2004-2010 – Rai Yoyo, 2011-2015)
- Soliti ignoti - gioco TV (Rai 1, 2011) - ospite
- La prova del cuoco - programma TV (Rai 1, 2010-2018)
- Zecchino d'Oro - programma musicale (Rai 1, 2013, 2020) ospite
- Natale con Yoyo - programma TV (Rai Yoyo, 2016-2019)
- Telethon - maratona TV (Rai, 2016-in corso)
- La posta di YoYo - programma TV (Rai Yoyo, 2018-in corso)
- Happy Dance - programma di danza (Rai Gulp, 2019)
- È sempre mezzogiorno! (Rai 1, 2022)
- Camper - programma TV estivo (Rai 1, 2022-in corso) - inviato
- Top - Tutto quanto fa tendenza - programma TV (Rai 2, 2023-in corso) - inviato